# Basavakalyan
Basavakalyan (Kannada: ಬಸವಕಲ್ಯಾಣ) ist eine historisch bedeutsame Stadt (alter Name Kalyani) mit rund 75.000 Einwohnern im indischen Bundesstaat Karnataka.

## Lage und Klima
Die Stadt Basavakalyan liegt in einer waldreichen Umgebung im Norden Karnatakas nahe der Grenze zum Bundesstaat Maharashtra auf dem Dekkan-Plateau in einer Höhe von ca. 630 m. Die Distriktshauptstadt Bidar befindet sich knapp 80 km (Fahrtstrecke) östlich; die ebenfalls historisch bedeutsame Stadt Gulbarga liegt etwa 80 km südlich. Das Klima ist subtropisch warm; Regen (ca. 600–800 mm/Jahr) fällt fast nur in den sommerlichen Monsunmonaten.

## Bevölkerung
| Jahr      | 1991   | 2001   | 2011   |
| --------- | ------ | ------ | ------ |
| Einwohner | 42.748 | 58.785 | 69.717 |

Gut 56 % der mehrheitlich Kannada sprechenden Bevölkerung sind Hindus und etwa 41 % sind Moslems; der Rest entfällt auf andere Religionen (Jains, Sikhs, Buddhisten, Christen). Der männliche und der weibliche Bevölkerungsanteil sind ungefähr gleich hoch.

## Wirtschaft
Die Umgebung von Basavakalyan ist in hohem Maße landwirtschaftlich orientiert; in der Stadt selbst haben sich Handwerker, Händler und Dienstleister aller Art niedergelassen.

## Geschichte
Das Gebiet um Basavakalyan gehörte im frühen Mittelalter zum Herrschaftsgebiet der Rashtrakutas und der Chalukyas von Badami. Im ausgehenden 10. Jahrhundert verlegte der Chalukya-Herrscher Tailapa II. (reg. 1057–1097) die im Jahr 1072 von den Paramara zerstörte Hauptstadt von Manyakheta hierhin. Wenige Jahrzehnte später übernahmen jedoch die Kalachuri-Herrscher die Macht; der Guru Basaveshwara (kurz Basava), ein Minister am Hof des Königs Bijjala Kalachuri (reg. 1130–1167) und Anhänger der Bhakti-Bewegung, meditierte und lehrte hier. Zu Beginn des 14. Jahrhunderts kam Kalyani unter die Herrschaft des muslimischen Sultanats von Delhi. Im Jahr 1345 spaltete sich von diesem das Bahmani-Sultanat ab, dessen Hauptstadt Gulbarga (heute Kalaburagi) wurde. Nach dem Zerfall des Bahmani-Sultanats kam die Stadt zu Bidar, einem der fünf Dekkan-Sultanate, die aus dem Reich der Bahmaniden hervorgingen. Im Jahr 1520 überfiel das hinduistische Großreich Vijayanagar den gesamten Süden Indiens.

## Sehenswürdigkeiten

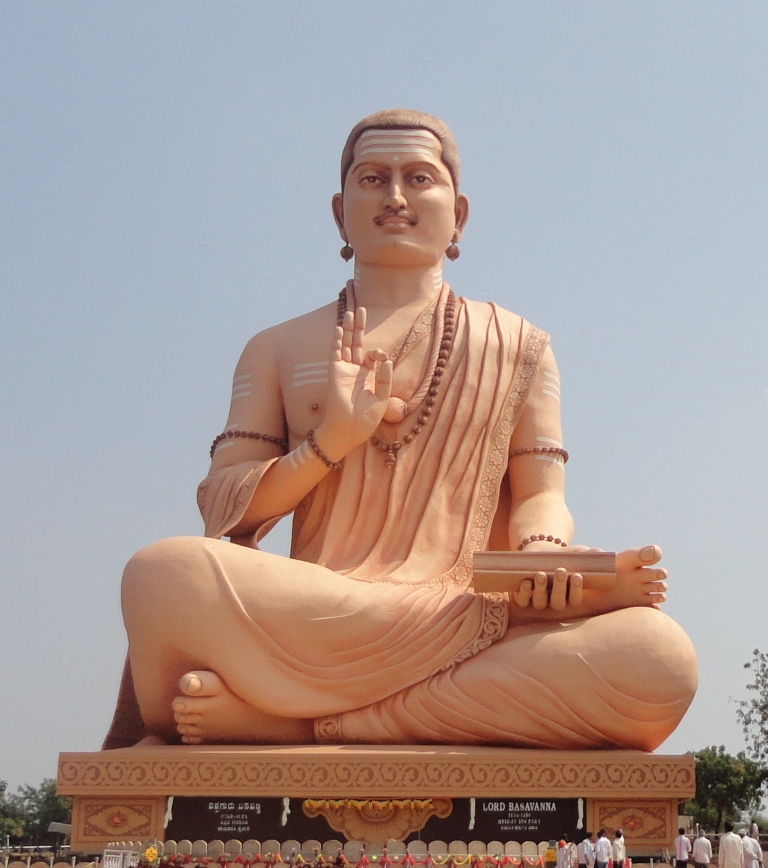
Basava-Statue

- Eine imposante Festung (fort) aus dem 10.–12. Jahrhundert befindet sich in einem Waldgebiet am nördlichen Stadtrand.
- In der Stadt selbst gibt mehrere Bauten aus islamischer Zeit wie Moti Mahal oder Hydari Mahal.

Umgebung
- Eine im Oktober 2012 eingeweihte ca. 33 m hohe Basava-Statue im „halben Lotossitz“ befindet sich ca. 3 km südlich der Stadt.
- In der Umgebung von Basavakalyan gibt es zahlreiche Sehenswürdigkeiten, doch nur die wenigsten sind von historischem Interesse.[2]